# Lijst van nummer 1-albums in de Nederlandse Album Top 100 in 2010
Onderstaande albums stonden in 2010 op nummer 1 in de Nederlandse Album Top 100. De lijst wordt samengesteld door GfK Dutch Charts.
| Nummer | Datum        | Artiest         | Titel                                      |
| ------ | ------------ | --------------- | ------------------------------------------ |
| 603    | 2 januari    | Susan Boyle     | I dreamed a dream                          |
|        | 9 januari    | Susan Boyle     | I dreamed a dream                          |
| 602    | 16 januari   | K3              | MaMaSé!                                    |
| 604    | 23 januari   | Jurk!           | Avondjurk                                  |
| 602    | 30 januari   | K3              | MaMaSé!                                    |
| 605    | 6 februari   | Caro Emerald    | Deleted scenes from the cutting room floor |
|        | 13 februari  | Caro Emerald    | Deleted scenes from the cutting room floor |
|        | 20 februari  | Caro Emerald    | Deleted scenes from the cutting room floor |
|        | 27 februari  | Caro Emerald    | Deleted scenes from the cutting room floor |
|        | 6 maart      | Caro Emerald    | Deleted scenes from the cutting room floor |
|        | 13 maart     | Caro Emerald    | Deleted scenes from the cutting room floor |
|        | 20 maart     | Caro Emerald    | Deleted scenes from the cutting room floor |
|        | 27 maart     | Caro Emerald    | Deleted scenes from the cutting room floor |
| 606    | 3 april      | Jan Smit        | Leef                                       |
| 605    | 10 april     | Caro Emerald    | Deleted scenes from the cutting room floor |
|        | 17 april     | Caro Emerald    | Deleted scenes from the cutting room floor |
|        | 24 april     | Caro Emerald    | Deleted scenes from the cutting room floor |
|        | 1 mei        | Caro Emerald    | Deleted scenes from the cutting room floor |
|        | 8 mei        | Caro Emerald    | Deleted scenes from the cutting room floor |
|        | 15 mei       | Caro Emerald    | Deleted scenes from the cutting room floor |
|        | 22 mei       | Caro Emerald    | Deleted scenes from the cutting room floor |
|        | 29 mei       | Caro Emerald    | Deleted scenes from the cutting room floor |
| 607    | 5 juni       | Alain Clark     | Colorblind                                 |
| 605    | 12 juni      | Caro Emerald    | Deleted scenes from the cutting room floor |
|        | 19 juni      | Caro Emerald    | Deleted scenes from the cutting room floor |
|        | 26 juni      | Caro Emerald    | Deleted scenes from the cutting room floor |
|        | 3 juli       | Caro Emerald    | Deleted scenes from the cutting room floor |
|        | 10 juli      | Caro Emerald    | Deleted scenes from the cutting room floor |
|        | 17 juli      | Caro Emerald    | Deleted scenes from the cutting room floor |
|        | 24 juli      | Caro Emerald    | Deleted scenes from the cutting room floor |
|        | 31 juli      | Caro Emerald    | Deleted scenes from the cutting room floor |
|        | 7 augustus   | Caro Emerald    | Deleted scenes from the cutting room floor |
|        | 14 augustus  | Caro Emerald    | Deleted scenes from the cutting room floor |
|        | 21 augustus  | Caro Emerald    | Deleted scenes from the cutting room floor |
|        | 28 augustus  | Caro Emerald    | Deleted scenes from the cutting room floor |
| 608    | 4 september  | Ilse DeLange    | Next to me                                 |
|        | 11 september | Ilse DeLange    | Next to me                                 |
| 609    | 18 september | Phil Collins    | Going back                                 |
|        | 25 september | Phil Collins    | Going back                                 |
|        | 2 oktober    | Phil Collins    | Going back                                 |
| 610    | 9 oktober    | Nick & Simon    | Fier                                       |
|        | 16 oktober   | Nick & Simon    | Fier                                       |
|        | 23 oktober   | Nick & Simon    | Fier                                       |
|        | 30 oktober   | Nick & Simon    | Fier                                       |
| 611    | 6 november   | Jamiroquai      | Rock dust light star                       |
| 612    | 13 november  | Susan Boyle     | The gift                                   |
| 605    | 20 november  | Caro Emerald    | Deleted scenes from the cutting room floor |
| 613    | 27 november  | Marco Borsato   | Dromen durven delen                        |
|        | 4 december   | Marco Borsato   | Dromen durven delen                        |
|        | 11 december  | Marco Borsato   | Dromen durven delen                        |
| 614    | 18 december  | Michael Jackson | Michael                                    |
| 613    | 25 december  | Marco Borsato   | Dromen durven delen                        |

Lijsten van nummer 1-albums in de Nederlandse Album Top 100

1969 ·
1970 ·
1971 ·
1972 ·
1973 ·
1974 ·
1975 ·
1976 ·
1977 ·
1978 ·
1979 ·
1980 ·
1981 ·
1982 ·
1983 ·
1984 ·
1985 ·
1986 ·
1987 ·
1988 ·
1989 ·
1990 ·
1991 ·
1992 ·
1993 ·
1994 ·
1995 ·
1996 ·
1997 ·
1998 ·
1999 ·
2000 ·
2001 ·
2002 ·
2003 ·
2004 ·
2005 ·
2006 ·
2007 ·
2008 ·
2009 ·
2010 ·
2011 ·
2012 ·
2013 ·
2014 ·
2015 ·
2016 ·
2017 ·
2018 ·
2019 ·
2020 ·
2021 ·
2022 ·
2023 ·
2024 ·
2025

Lijsten van nummer 1-albums van de Stichting Nederlandse Top 40

1969 ·
1970 ·
1971 ·
1972 ·
1973 ·
1974 ·
1975 ·
1976 ·
1977 ·
1978 ·
1979 ·
1980 ·
1981 ·
1982 ·
1983 ·
1984 ·
1985 ·
1986 ·
1987 ·
1988 ·
1989 ·
1990 ·
1991 ·
1992 ·
1993 ·
1994 ·
1995 ·
1996 ·
1997 ·
1998 ·
1999 ·
2011 ·
2012 ·
2013 ·
2014 ·
2015
- Nederland
- Vlaanderen
- Verenigde Staten